# Valencianisme

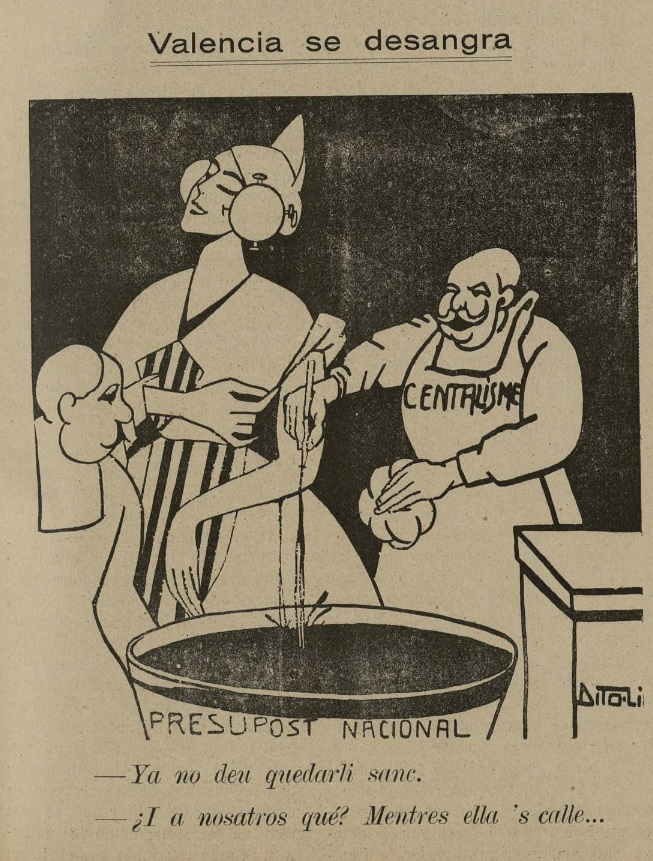
Caricature anticentraliste publiée par Pàtria Nova à l'occasion du premier ' (rassemblement nationaliste annuel à El Puig de Santa Maria) en 1915. Intitulée Valencia se desangra (« Valence perd tout son sang »), on y aperçoit une femme portant le costume traditionnel de fallera, représentation allégorique de Valence, sur laquelle un homme dont le tablier porte le mot «centralisme» pratique une saignée au dessus d'un grand récipient «presupost nacional» (« budget national »). Le dialogue indique (en valencien) :
— Elle ne doit plus avoir de sang.
— Qu'est-ce que cela peut nous faire ? Tant qu'elle se taira...

Le valencianisme est un courant de pensée prônant la défense et la promotion de l'identité valencienne, de ses traditions, sa culture et, surtout, sa langue. Sur un plan politique, les sensibilités valencianistes, régionalistes ou, particulièrement, nationalistes, peuvent être revendicatrices d'un degré variable d'autonomie pour la région au sein de l'État espagnol, de son incorporation au projet politique de Pays catalans, voire de son indépendance.
Le valencianisme politique apparaît au XIXe siècle au sein de la Renaixença valencienne, mouvement avant tout littéraire et romantique qui se développe dans le sillage de la Renaixença de la langue catalane, sous l'impulsion de quelques figures emblématiques comme Teodor Llorente et Constantí Llombart.
En raison des oppositions et controverses internes relatives à la définition même de l'identité valencienne, le valencianisme a connu un cheminement complexe et sinueux, et sous cet appellatif peuvent être réunis des mouvements, historiques et actuels, hétérogènes et parfois radicalement antagonistes. Malgré le grand engouement pour la question nationale à la mort de Franco et le rôle important joué par les questions identitaires dans la configuration du panorama politique valencien lors de la période de la Transition démocratique en Espagne, les partis se réclamant du valencianisme n'ont, au cours des décennies ayant suivi l'instauration de l’autonomie, bénéficié que d'un appui inconstant et limité de l'électorat valencien. Les années 2010 montrent un changement, avec l'apparition du groupe Compromís et d'autres formations liées, qui s'affirment comme troisième grande force politique valencienne. Les thématiques liées au valencianisme, en particulier les controverses relatives à la langue valencienne et à la relation entre la région et la Catalogne sont néanmoins restées au premier plan de la vie médiatique et politique locale, et ont fait l'objet d'un grand nombre d'études et publications.

## Histoire

### Origines auXIXesiècle: La «Renaissance» culturelle

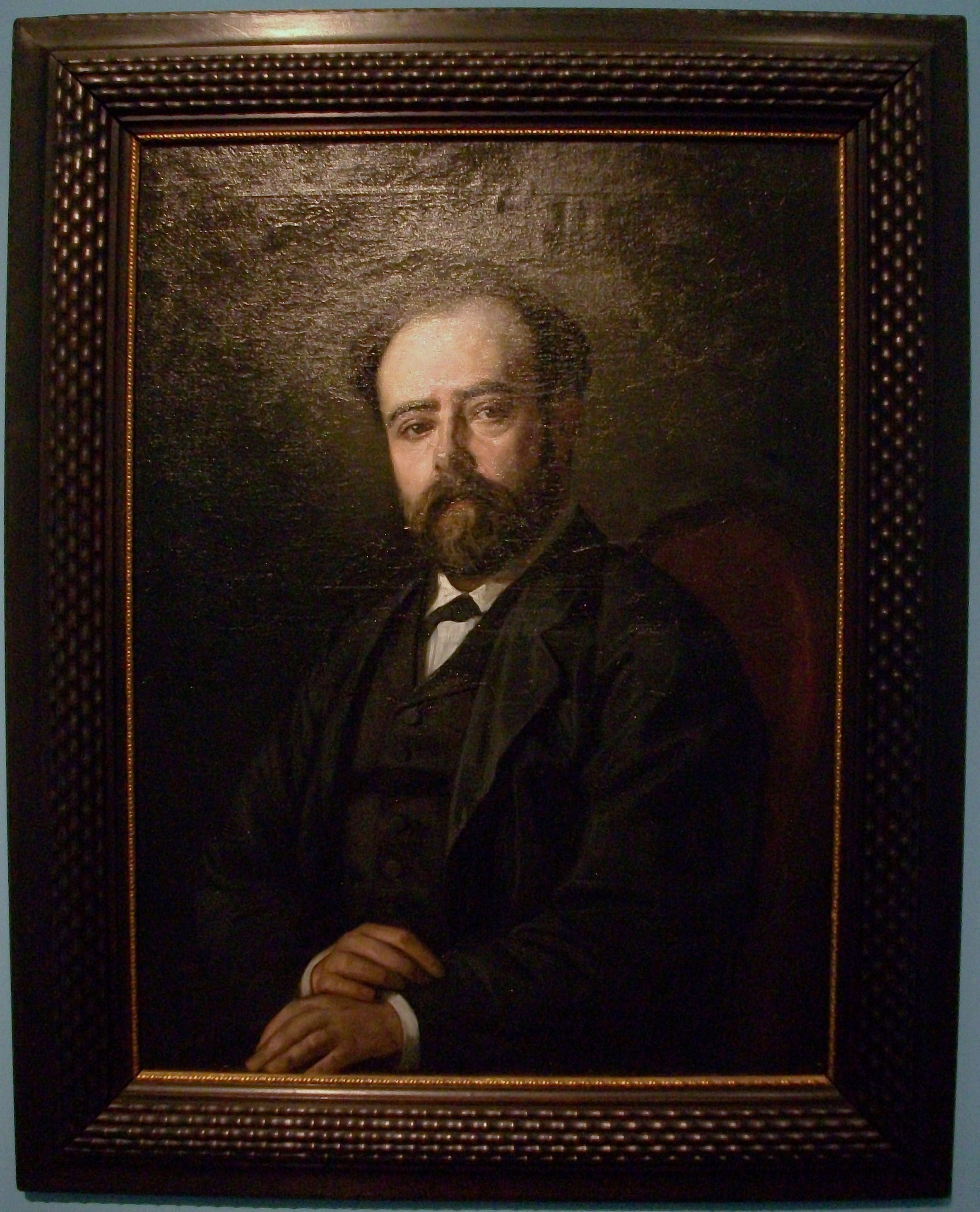
Teodor Llorente Olivares.

Au Pays valencien, comme en Catalogne pour le catalanisme, la Renaixença, renaissance de la langue catalane, précède l'apparition d'un valencianisme proprement politique. Le mouvement valencien se caractérise par la prépondérance d'une idéologie conservatrice, régionaliste et folklorisante, incarnée par Teodor Llorente, dans laquelle l'expression de la langue valencienne ne remet pas en cause les critères du nationalisme espagnol,,
. Constantí Llombart constitue une exception notable dans ce panorama. Il est à l'origine de la fondation de Lo Rat Penat en 1878, dont la trajectoire ne suivra pas celle désirée par son fondateur, trop modérée, conservatrice, élitiste et apolitique à son goût,,.

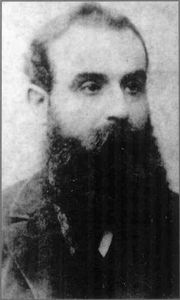
Faustí Barberà.

Au XIXe siècle, il existe une importante divergence entre les bourgeoisies valencienne et catalane, susceptible d'expliquer la faiblesse des liens culturels et économiques développés entre les deux régions, et constituent une matrice des affrontements identitaires virulents survenus ultérieurement. En effet, l'économie valencienne reposait majoritairement sur la production d'agrumes destinés à la vente sur les marchés européens et la bourgeoisie était favorable à la politique libre-échangiste du gouvernement madrilène (favorable aux céréaliers castillans). Au contraire, la bourgeoisie catalane était en grande partie industrielle et productrice de textile par conséquent intéressée par des droits de douane importants lui permettant de dominer le marché intérieur espagnol. En opposition avec le gouvernement central, elle se sert du catalanisme afin de faire valoir ses prétentions,. La bourgeoisie catalane à travers son discours autonomiste donne une perception négative de la région dans le reste de l'Espagne, accusée de toujours privilégier les intérêts de la Catalogne. Au Pays valencien, le blasquisme, mouvement populiste et républicain influent dans la comarque de la capitale, tient un discours virulent contre le catalanisme et la bourgeoisie catalane.

### XXesiècle: apparition du nationalisme valencien
Le régionalisme se politise en 1902, sous l'impulsion du mèdecin Faustí Barberà (1850-1924), auteur de «De regionalisme i valentinicultura (ca)», considéré comme le texte fondateur du valencianisme politique ou nationalisme valencien (les deux termes étant souvent considérés comme synonymes). Il s'agit d'un discours prononcé lors de la séance inaugurale du cours de 1902 de Lo Rat Penat,,,, qui dénonce l'assimilation castillane. Parallèlement à la Lliga Regionalista catalane, il revendique l'autonomie pour la région, marque une rupture avec les postures antérieures — conservatrices et prônant le status quo de la Renaixença culturelle valencienne — et est à l'origine la première articulation politique du valencianisme,.

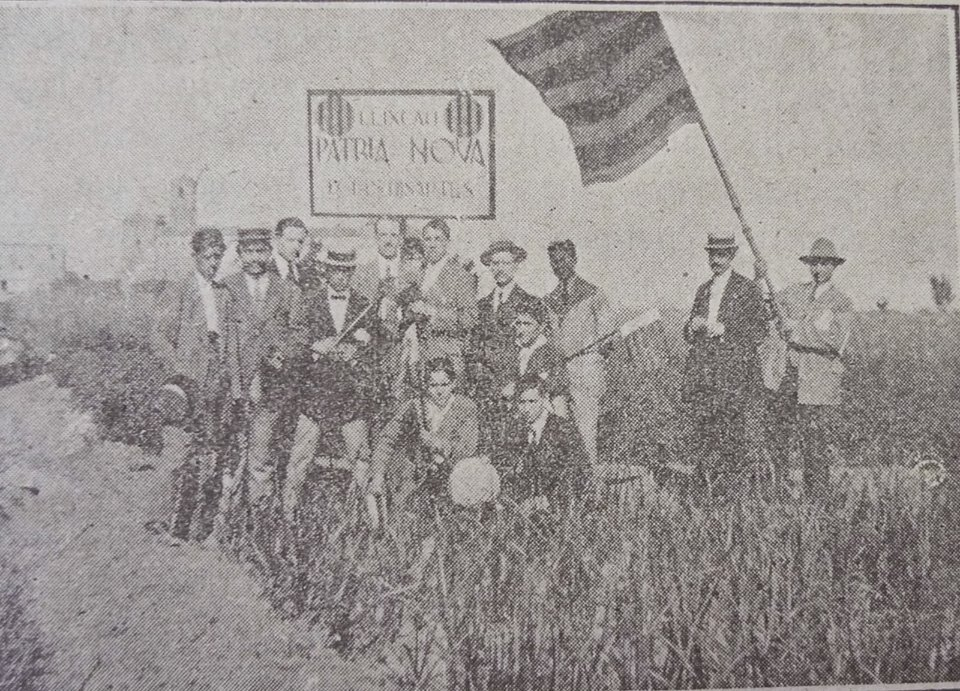
Membres de Pátria Nova lors du premier Aplec del Puig, 1915.

Le premier groupe nationaliste valencien est València Nova, dirigé par Barberà, fondé en 1904 et qui célèbre en 1907 la première Assemblée régionaliste valencienne,. S'inspirant de la Solidaritat Catalana formée en Catalogne l'année précédente, elle tente de mettre en place un pacte de solidarité entre les principaux acteurs économiques et politiques de la région. Le groupe devient en 1908 le Centre Regionalista Valentí, mais il restera sans incidence notable en raison de l'hostilité du blasquisme et des partis du turno espagnol.
Ces valencianistes politisés incitent les Valenciens à présenter leurs revendications communautaires, comme le font à l'époque de nombreux autres peuples d'Europe. Au début du XXe siècle, ce nouveau nationalisme ne se construit pas en opposition au régionalisme valencien, mais en est plutôt un branche dérivée,. Dans le cas espagnol, « la construction des régions a été l’un des mécanismes les plus importants et habituels dans la construction de l’identité nationale espagnole contemporaine, en particulier lors du passage du XIXe au XXe siècle, ».
Cette première génération nationaliste est à l'origine de diverses publications périodiques, comme Lo Crit de la Pàtria (fondé en 1907), Renaixement (1908), Terra Valenciana (1908) et la plus marquante, Pàtria Nova, avec 23 numéros publiés en 1915 et un ressurgissement en 1923,.
Le mouvement est principalement actif dans la ville de Valence à ses débuts, avec le temps apparaissent d'autres petits groupes valencianistes dans d'autres localités du pays, notamment les comarques centrales (la Costera, la Vall d'Albaida, la Safor, La Marina, el Comtat, l'Alcoià et la Canal de Navarrés) et les comarques septentrionales (l'Alcalatén, l'Alt Maestrat, le Baix Maestrat, la Plana Alta, la Plana Baixa et Els Ports).
La pensée politique du premier valencianisme est déjà hétérogène, mais en grande partie favorable à une construction nationale valencienne, à la valorisation de l'usage du valencien et à l'établissement de relations privilégiées avec les autres territoires de son domaine linguistique — des territoires « frères » —,, malgré une certaine confusion due au manque d'élaboration des sciences sociales et de la linguistique. Dans le valencianisme de l'avant-guerre civile, les différentes postures existantes sont fluides, seulement séparées par des frontières diffuses, et les revendications territoriales exprimées en des termes relativement abstraits ; politiquement, le projet n'est pas indépendantiste, mais aspire essentiellement à une décentralisation de l'État espagnol, et son cadre symbolique n'impliqua pas non plus une rupture avec le régionalisme joc-floralista. Cette posture permet au valencianisme politique de se développer en tant que mouvement ouvert, malgré sa position minoritaire, trouvant des possibilités de confluence avec d'autres forces sociales.
L'influence de la Catalogne se manifeste dans le projet de Mancommunauté valencienne de 1919 — imitant la Mancommunauté de Catalogne — ou la coalition électorale Solidaritat Valenciana — imitant la Solidaritat Catalana —. Ce mouvement est notable par sa volonté de se démarquer de la posture provincialiste et peu politisée de Lo Rat Penat.
En 1914 le mouvement revendique, comme les forces catalanistes en Catalogne, la création d'une mancommunauté mais les autorités projettent dans un premier temps d'adjoindre au territoire valencien une partie de la province d'Albacete et de Murcie et n'y donnent finalement pas suite.
La Déclaration valencianiste de 1918, sous l'impulsion de la Joventut Valencianista, recueille les aspirations primaires du nationalisme valencien de l'époque. Le mouvement renferme alors une certaine hétérogénéité mais certains éléments communs à la quasi-totalité de ses composantes sont la volonté d'une construction nationale strictement valencienne, la reconnaissance de l'unité linguistique du valencien et du catalan, et l'établissement de relations privilégiées avec les autres territoires du domaine linguistique (notamment la Catalogne et les îles Baléares). Cette époque marque également la naissance d'une première, bien que peu structurée et vigoureuse, idéologie pancatalaniste, qui défend l'union politique de ces régions. On retrouve ces traces dans certains discours du Catalan Enric Prat de la Riba et elle rencontre un certain écho auprès de certains valencianistes comme Miquel Duran i Tortajada.
En 1921, l'organisation Joventut Nacionalista Obrera (« Jeunesse nationaliste ouvrière »), d'influence soviétique, combine pour la première fois revendications nationalitaires et lutte des classes.
Concernant les idées pancatalanistes présentes dans une partie du nationalisme catalan, il existe dans le valencianisme d'avant-guerre des propositions politiques similaires, avec une portée territoriale plus large que celle strictement valencienne, que l'on retrouve par exemple chez Eduard Martínez i Ferrando, auteur du texte Síntesi del criteri valencianista (« Synthèse du critère valencianiste »), qui propose d'avancer dans la conception d'un espace commun avec les Catalans et les Baléares. Cependant, l'entité qui met le pancatalanisme au premier plan du débat valencianiste est Acció Cultural Valenciana, association transversale et d'origine universitaire qui ne reconnaît pas la Catalogne ou le Pays valencien comme des nations séparées, mais unies. Dans sa publication Acció Valenciana, on trouve des textes favorables à une nationalité catalane formée par des États fédérés de Catalogne, Valence et les Baléares, considérant que la personnalité valencienne lui donnait le droit de constituer un « État valencien » souverain.

### La dictature de Primo de Rivera
Durant la dictature de Primo de Rivera, le valencianisme fut réprimé, comme les autres mouvements particularistes d'Espagne, et ses organisations furent dissoutes. Un groupe d'entrepreneurs proches du régime fonda en 1927 le groupe Acció Valenciana, qui chercha sans succès l'établissement d'une mancommunauté (comme en Catalogne).
Produit d'une nouvelle génération littéraire formée en opposition à la dictature, en 1927 est fondée la revue Taula de Lletres Valencianes (« Table de lettres valenciennes »), et l'année suivante la maison d'édition L'Estel, qui marquent le début du travail de mise en valeur de la culture valencienne qui se poursuivra jusqu'au début de la guerre civile,.

### La Seconde République

« Drapeau de lutte » (senyera de lluita) défendu par le valencianisme républicain durant la Seconde république.

Malgré sa marginalité au début du siècle, le valencianisme politique connaît pendant la Seconde République espagnole un moment d’effervescence. La fin de la dictature et le début de la République sont en effet marqués par la prolifération de nouveaux groupes et publications valencianistes, souvent éphémères et à la portée politique très limitée, généralement restreinte au champ municipal. En 1931, les valencianistes se regroupent autour de deux organisations politiques, l'une conservatrice et l'autre progressiste : Unió Valencianista Regional de Joaquim Reig et l'Agrupació Valencianista Republicana (AVR) réciproqiement. Reig était conseiller à l'Ayuntamiento de Valence, élu dans la liste de la candidature monarchiste, et AVR disposait de deux conseillers, Francesc Soto, et Enric Duran, qui formaient ensemble la « minorité valencianiste » au sein de l'assemblée communale.
L'AVR est refondé sous le nom de Partit Valencianista d'Esquerra (« Parti valencianiste de gauche », PVE) en 1935. Un an plus tôt, et à la suite du désenchantement républicain à l'égard du PURA et de sa politique au cours de ce que l'on appelle le « biennat noir » , apparaît Esquerra Valenciana (EV), avec une présence dans la ville de Valence. À Castelló on trouve Esquerra Republicana Valenciana, initialement lié au parti espagnol Izquierda Republicana, et qui finit par fusionner avec Esquerra Valenciana. Les idéologies des trois partis coïncident sur de multiples points ; ils promeuvent plusieurs avant-projets de statut d'autonomie et participent également au Front d'Esquerres lors des élections générales de 1936[précision nécessaire]. À Alicante, on trouve à la même période l'Agrupació Regionalista Alacantina, en bons termes avec l'Agrupació Valencianista Republicana[précision nécessaire] et comptant avec la participation d'importantes personnalités valenciennes comme l'écrivain Enric Valor ou le journaliste Josep Coloma. C'est à la suite de la décomposition du blasquisme plus qu'à un engouement valencianiste qu'Esquerra Valenciana accueille[Quand ?] 10 000 militants. Le valencianisme politique de l’époque n'est pas indépendantiste mais rejette le centralisme de l’État espagnol.
|                                             |
| Manifestation autonomiste à Alzira en 1932. |

|                                                                                                 |
| Images de la « procession civique » de 1933, avec des banderoles revendiquant l'État valencien. |

| |
| Réunion en défense d'un statut d'autonomie à Sueca en 1933, avec le drapeau « couronné » et celui du PURA. |

|                                                                                   |
| Acte de fermeture des 3es Journées culturelles valencianistes à Alicante en 1934. |

|                                                                         |
| Manifestation valencianiste à Manises en 1932 pour « l'État valencien » |

À droite, d'autres groupes valenciens importants sont Acció Nacionalista Valenciana, un groupe catholique issu de scissions de la Droite régionale valencienne et de l'Agrupació Valencianista de la Dreta. On trouve également dans Acció Cultural Valenciana un militantisme conservateur, cohabitant avec un autre secteur plus à gauche.
Les revendications d'autonomie d'autres régions — notamment la Galice, la Catalogne et le Pays basque, qui bénéficieront de l'autonomie politique durant la République — trouvent des échos dans la région valencienne avec l'apparition de diverses propositions de statut d'autonomie et un climat politique favorable à leur mise en place. C'est ainsi qu'est rédigé le texte d'un avant-projet, publié en juillet 1931, sur une initiative fondamentalement blasquiste,. Les noyaux républicains d'Alicante et Castellón refusent de lui prêter soutien ou exigent des mesures que Valence n'accepte pas, rendant la conclusion d'un accord impossible. La victoire du Front populaire en 1936 relance la question de l'autonomie mais demeure en suspens en conséquence du déclenchement de la guerre civile, si bien qu'aucun projet en ce sens n'est mené à terme.
Malgré leurs similitudes (autonomistes et représentants de la petite bourgeoisie), les deux principaux partis valencianistes de gauche, EV et le PVE, prennent leur distance en temps de guerre. Avec la prolongation du conflit et la conséquente relégation de question autonomiste au second plan du débat politique dans la zone républicaine, EV renforce le versant libéral et fédéraliste de son discours, tandis que le PVE finit par s'aligner sur les thèses du Parti communiste espagnol et par assumer l'idée de Juan Negrín qui demante de reporter la promulgation de nouveaux statuts d'autonomie jusqu'à la fin du conflit. Bien que le PVE défende la promotion du valencien avec plus d'insistance qu'EV, son rapprochement avec le PCE pousse de nombreux militants vers EV, comme c'est le cas de Francesc Bosch i Morata, responsable du département de Culture du Consell Provincial de València.
En 1930 est fondée Acció Cultural Valenciana, entité culturelle œuvrant au développement de la conscience valencianiste et l'une des premières à le faire dans une optique ouvertement pancatalane, en créant des liens avec les autres territoires de langue catalane. Fondée la même année, l'Agrupació Valencianista Republicana (AVR) se réclame du fédéralisme et sera le premier parti valencianiste à rencontrer un écho significatif. Il revendique un statut d'autonomie pour la région, analogue à celui de la Catalogne. Également à gauche, on trouve le Partit Valencianista d'Esquerres (PVE), Esquerra Valenciana (EV) et Esquerra Republicana Valenciana, dont les deux dernières sont issues de scissions du parti blasquiste PURA. Marco Miranda, à la tête d'EV, est le seul député valencianiste élu durant la République ; il rejoindra le groupe d'Esquerra Republicana de Catalunya au Congrès, preuve des relations fluides existantes entre les partis valencianistes et les partis catalans d'idéologie similaire. Dans les secteurs conservateurs il en est de même d'un groupe comme l’Unió Valencianista Regional (« Union valencianiste régionale »), dirigé par le banquier Ignasi Villalonga i Villalba et de ses relations avec la Lliga Regionalista de Cambó.
Dans les premiers temps de la République, les idées du valencianisme sont en essor, le valencien franchit une étape importante dans la normalisation avec l'adoption des Normes de 1932, les universités forment des promotions sensibilisées à la question nationale valencienne, les publications et les nouveaux groupes culturels fleurissent,. Un avant-projet de statut pour le Pays valencien est publié en juillet 1931, principalement à l'initiative des blasquistes. Son rejet par les noyaux républicains d'Alicante et de Castellón rend impossible sa mise en application. Le groupe Nova Germania tente sans succès de construire un Parti socialiste unifié valencien, analogue au PSUC catalan,
Comme exception dans ce panorama on peut citer le peintre Josep Maria Bayarri, concepteur de normes orthographiques originales exclusivement valenciennes et du livre El perill català, publié en 1931, peu de temps avant la promulgation des Normes de Castellón et qui constitue l'une des premières manifestations explicites de catalanophobie au sein du valencianisme,.
La victoire du Front populaire en 1936 ravive la question de l'autonomie mais l'éclatement de la guerre civile y met définitivement fin. À l'éclatement de la guerre civile, le panorama valencianiste, éclaté en une multitude de partis, s'étend de la droite ultra-réactionnaire à la gauche marxiste.
Durant le conflit, la plus grande partie de la région reste loyale à la République et les groupes valencianistes conservateurs disparaissent du spectre politique. Quelques groupes de gauches comme EV et PVE continuent de promouvoir leur conception valencianiste. L'importante mobilisation requise par l'effort de guerre met toutefois au second plan les velléités d'autonomie et entraîne une interruption pratique de l'effort de récupération culturelle entrepris. Entre novembre 1936 et octobre 1937, à la suite de la prise de Madrid, Valence devient la capitale l'État espagnol en exil et accueille de nombreux réfugiés.

### Durant le franquisme

#### Influence du régime
L'instauration du franquisme a pour conséquence immédiate l'exil d'une grande partie des élites intellectuelles et des militants de gauche. Le valencianisme politique subit une forte répression. Toutes les organisations nées pendant la République disparaissent. L'édition d'ouvrages en langue vernaculaire est sévèrement contrôlée et censurée. Cependant, à la différence des autres cultures d'Espagne non castillanes, l'État et l'Église font preuve d'une relative bienveillance envers la langue et la culture valenciennes. Les autorités se montrent relativement tolérante avec la production poétique, mais on exige des livres qu'ils comportent une introduction en castillan, et que les notes éventuelles soient également rédigées dans cette langue. Considérés sans danger, le régime se montre permissif avec des manifestations et institutions culturelles valenciennes comme Lo Rat Penat, les Jeux floraux, ou les fallas. Au sein de Lo Rat Penat des intellectuels, représentants aux yeux du régime d'un valencianisme traditionnel, romantique et idéologiquement inoffensif, poursuivent leur travail de culture littéraire du valencien,. D'autres, regroupés autour de Carles Salvador, les rejoignent en 1948. Les fallas font l'objet d'une récupération intéressée de la part du régime, et deviennent une démonstration du pouvoir des classes dominantes.
D'autre part, le régime base toute sa politique intérieure sur l’échelon provincial et contribue à la « provincialisation » des esprits. Dans les années 1960 est fondé l'Instituto de Estudios Alicantinos (« Institut d'études alicantines »), clairement castillaniste. Différentes initiatives tendent à séparer le sud du Pays valencien pour l'unir à région de Murcie ou une partie d'Albacete et former une nouvelle région « sud-est » ou « Levant »,,,. Tout comme pour les fallas dans la province de Valence, le régime fait à Alicante la promotion des fêtes de Moros y Cristianos, dans lesquelles il identifie Franco à saint Georges.

#### Foyers de résistance culturelle
Dès la fin de la guerre civile et le début de la dictature, un petit groupe d'intellectuels valencianistes maintient des activités culturelles de cette tonalité dans la capitale, à la marge de Lo Rat Penat et du régime franquiste. Il sera connu comme le groupe Torre, mené par Miquel Adlert et Xavier Casp (tous deux anciens membres d'ANV), nommé d'après une petite maison d'édition qu'ils maintiennent. Le franquisme se montre relativement tolérant envers les activités de ce groupe, en raison de la foi chrétienne et de l'idéologie conservatrice de ses leaders.
Les tertulias de Torre rassembleront des personnalités du valencianisme d'avant-guerre comme Maximilià Thous Llorens, Manuel Sanchis Guarner et Carles Salvador et des futures figures de proue du valencianisme telles qu'Eliseu Climent, Francesc de Paula Burguera, Alfons Cucó et Joan Fuster. Bien que s'étant donné à l'origine la vocation de poursuivre les revendications politiques d'ANV, Torre finit par se restreindre au champ littéraire et culturel. Toutefois ses tertulias ne sont pas exemptes de débats politisés parfois sources de tension — comme en novembre 1950 avec le jeune Fuster autour du concept de « nationalité » —. L'objectif affiché du groupe était de rassembler des « patriotes valenciens », et il se caractérise par sa recherche résolue de l'établissement de liens avec les autres territoires de langue catalane, particulièrement Barcelone et Palma de Majorque, en accueillant, lorsqu'ils sont de passage à Valence, des figures comme les Baléares Francesc de Borja Moll et Miquel Dolç (es) ou les Catalans Miquel Batllori (es) et Jaume Vidal Alcover.
Dans une lettre à la revue catalane Serra d'or publiée le 6 juin 1961, Casp et Adlert s'opposent à la dénomination de « pays catalans », mise en avant par Fuster, car elle met trop l'emphase sur la diversité des territoires qui l'intègrent et lui préfèrent la proposition, plus unitaire, de « communauté catalanique » (« comunitat catalànica »)  : « Pour l'ensemble de Valence, Majorque et la Catalogne, nous acceptons la dénomination suggérée par Miquel Adlert de 'Comunitat Catalànica', où le premier mot indique le type le type d'union qui existait et est celui que nous acceptons, et la seconde l'affirme l'unité de la langue et de la culture, tout en donnant un gentilé commun et nouveau pour tous, et ainsi nous conservons les anciens, avec les dénominations de toujours pour nos terres »,,,.
Du même ordre est la proposition du terme «bacavés» — de baléare - catalan - valencien —, un nom qui se veut neutre pour la désigner la culture catalano-valencienne, utilisé depuis les années 1930 par l'historique valencien Nicolau Primitiu, mais dont il ne revendiquera publiquement l'utilisation qu'à la fin des années 1950.
Depuis Lo Rat Penat également, bénéficiant d'une tolérance intermittente de la part du régime, certains valencianistes comme Carles Salvador poursuivent leurs travaux dans le champ culturel.
Les deux groupes, bénéficiant d'une visibilité sociale très réduite, sont séparés par des controverses dont l'origine est antérieure à la guerre civile. Incarnations de conceptions valencianistes rivales, ils sont mis en rude concurrence par leurs dirigeants, ce qui instaure un climat délétère. Dès les années 1950, le jeune Fuster commence à prendre ses distances par rapport à Casp et Adlert, lassé par les controverses et combats d'ego qu'il juge vains,,.
La dernière réunion connue du groupe Torre date du 26 juin 1962.

#### Joan Fuster

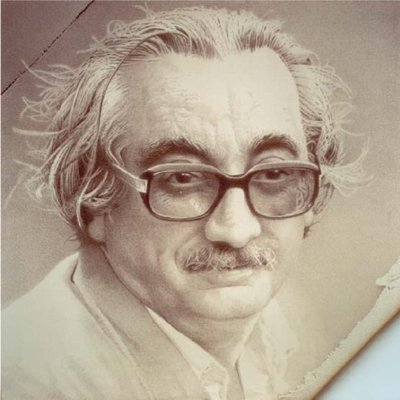
Joan Fuster.

La trajectoire intellectuelle de Fuster est fondamentale pour comprendre l'évolution ultérieure du valencianisme.
Fuster, né dans une famille de tradition carliste, et qui avait même adhéré un temps à la phalange, s'incline peu à peu vers une posture plus progressiste, convergente avec d'autres idées en cours dans les milieux européistes. À la suite de ses contacts avec le nationalisme catalan, il élabore une conception pancatalaniste, essentialiste et radicale de l'identité valencienne qu'il expose dans son influent essai Nosaltres, els valencians (1962).
Influencée par le marxisme, la pensée nationaliste de Fuster octroie à la langue, commune avec les Catalans et les Baléares, un rôle central dans la représentation nationale. Il nomme « Pays catalans » les territoires catalanophones de l'ancienne Couronne d'Aragon. Pour Fuster, le seul destin viable pour les zones catalanophones du Pays valencien consiste en leur intégration dans cette communauté, bien qu'il reste très évasif quant aux modalités de cette intégration, notamment au niveau politique. Dans une telle hypothèse, il suggère que les zones castillanophones, qu'il considère comme indissolubles et nuisant à la constitution d'une conscience nationale unitaire, soient intégrées à d'autres zones de leur domaine linguistique (Castille-La Manche et Aragon, voire Murcie pour les plus méridionales).
Bien que Nosaltres, els valencians n'ait pas eu de répercussion importante au sein de la société valencienne au moment de sa sortie, la modernité et la radicalité du discours de Fuster, face au conservatisme des autres leaders valencianistes de cette époque, lui valent un écho important, spécialement auprès des nouvelles générations d'universitaires, qui voient en lui un clair référent anti-franquiste et intègrent son discours nationaliste. Il suscite l'opposition du valencianisme traditionnel et conservateur incarné par Lo Rat Penat, rallié par les fondateurs de Torre, Xavier Casp et Miquel Adlert. En 1963, en représailles à la publication de son guide touristique El País Valenciano (en castillan), il est victime dans la presse locale d'une violente campagne diffamatoire et un ninot à son effigie est brûlé aux fallas de la capitale (manipulées par les autorités franquistes),. La même année, Bayarri publie une nouvelle adaptation de ses normes sécessionnistes.
En 1962 est fondé le Partit Socialista Valencià (PSV). Il sera jusqu'à sa dissolution en 1968 le principal vecteur de l'idéologie fustérienne et exerça une influence importante dans les milieux universitaires valenciens.

### La Transition démocratique

Drapeau du Conseil du Pays valencien, drapeau officiel durant la période préautonomique, remplacé par le drapeau couronné de Valence dans le statut d'autonomie à la suite de la bataille de Valence.

Le succès des idées de Fuster parmi les détracteurs du régime fut tel que, au début de la Transition; la presque totalité de la gauche valencienne assuma, ne serait-ce que de façon superficielle, le discours valencianiste, comme en témoigne l'addition des lettres « PV » (País valencià) aux sigles des groupes politiques alors encore clandestins.
Cependant, l'intellectualité du discours de Fuster, bien qu'inspirant une introspection académique sans précédent en révolutionnant l'approche de nombreux angles d'études (sociologie, économie, philologie, historiographie…), ne rencontra pas l'adhésion des secteurs populaires, en particulier ceux proches de la ville de Valence, qui professaient un « valencianisme tempéramental ». Par exemple, une bonne part des milieux festifs et culturels (notamment le secteur des Fallas) resta aux mains du régime dans un premier temps, basculant vers l'anticatalanisme avec la fin de ce dernier.
À gauche, les nouvelles générations d'universitaires comme celles qui avaient fondé, encore sous le franquisme, le Front Marxista Valencià ou le PSV, créèrent le Partit Socialista del País Valencià, d'abord intégré, puis absorbé dans le PSOE régional pour devenir le PSPV-PSOE. D'autres partis de gauche fustérianistes sont le Partit Socialista d'Alliberament Nacional et le Partit Comunista del País Valencià. De façon générale, une bonne partie de la gauche fit siennes les revendications nationalistes élémentaires, l'idée de démocratie étant étroitement associée à la reconnaissance du  fait différentiel valencien et à l'autonomie. En 1982 est fondé Unitat del Poble Valencià, avec l'objectif d'agglutiner le nationalisme valencien de gauche et qui, après l'approbation du statut d'autonomie, finit par devenir le référent du nationalisme fustérien.
Les secteurs du valencianisme traditionnel, représentés par Lo Rat Penat, rejoints puis menés par Adlert et Casp, adoptèrent un discours prônant la sécession entre catalan et valencien, et s'opposèrent avec vigueur aux postulats nationalistes de Fuster. S'appuyant sur l'opposition frontale entre le régime franquiste et les thèses de Fuster, Cap et Adlert furent les précurseurs du blavérisme, un mouvement populiste de réaction, idéologiquement hétérogène, et assumèrent un discours valencianiste fondamentalement anticatalaniste, en pratique, espagnoliste et conservateur. Le mouvement tient son nom de la frange bleue du drapeau de Valence, à l'origine drapeau de la capitale, que le blavérisme revendique comme drapeau pour le pays, à la différence du fustérianisme.
Au début de la transition le mouvement valencianiste politique fait preuve d'une grande vigueur : le 7 octobre 1977, une manifestation pour l'autonomie rassemble 500 000 personnes selon les sources de l’époque, ce qui en fait la plus populeuse jamais organisée dans la région,,,,,,,. Ce fut la dernière manifestation où les drapeaux avec et sans frange cohabitèrent. Le conflit identitaire désactiva en grande partie le valencianisme et le monde valencianiste se retrancha dans le monde de la culture et les universités.

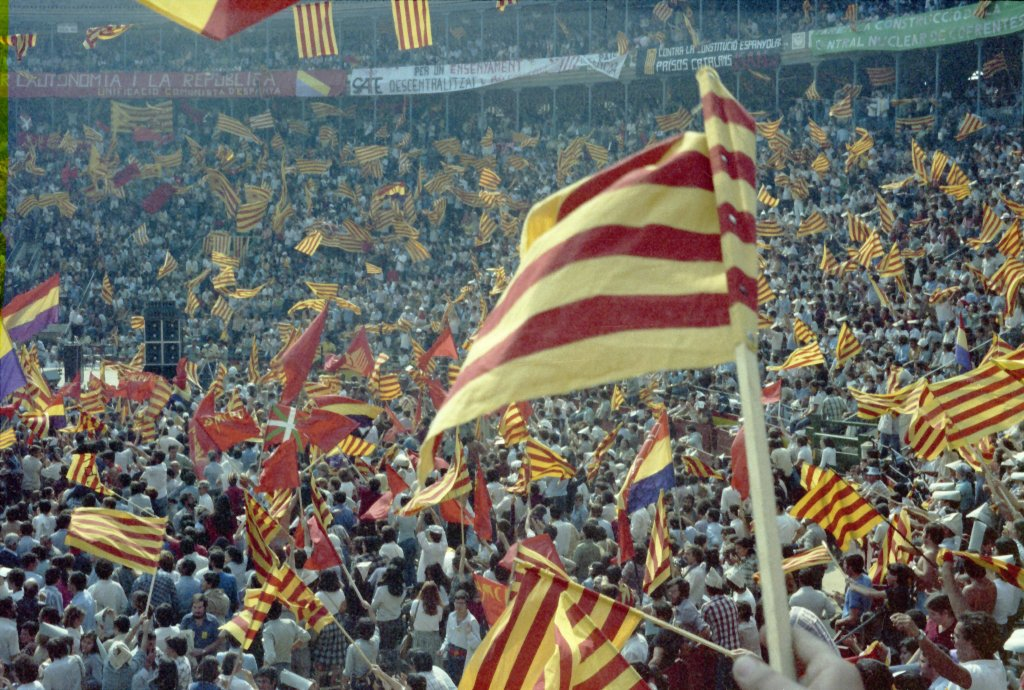
Photo de l’Aplec del País Valencià, manifestation valencianiste célébrée le 9 octobre 1978 aux arènes de Valence.

Drapeau de la ville de Valence, avec sa frange bleue, d'où les blavéristes tirent leur nom. À la suite de la Bataille de Valence il est adopté comme drapeau officiel de la Communauté.

Derrière l'affrontement identitaire entre blavéristes et catalanistes qui eut lieu durant la transition, on peut voir en réalité un antagonisme entre droite et gauche espagnoles, l’UCD adoptant une posture de circonstance lui permettant d'éviter la polarisation électorale classique droite-gauche, étant donné le clair déséquilibre en faveur de la seconde révélé par les premières élections démocratiques. Cette période, au cours de laquelle la pensée valencianiste embryonnaire connaît une fracture catégorique, est connue sous le nom de Bataille de Valence. De nombreux attentats sont attribués aux secteurs blavéristes dans les années de la transition.

Drapeau de la Catalogne, qui est également celui de l'ancienne Couronne d'Aragon et est encore arboré dans de nombreuses localités valenciennes, baléares et aragonaises.

La droite valencianiste non anticatalaniste, décriée elle aussi par les blavéristes comme étant catalaniste, rencontra plus de difficultés pour trouver un champ d'expression politique en raison du succès du discours anticatalaniste parmi les secteurs conservateurs, qui étaient les plus favorables à son positionnement idéologique. On peut néanmoins signaler l'Unió Democràtica del Poble Valencià, qui défendait le valencianisme depuis une optique démocrate chrétienne, bien qu'avec une faible influence. Francesc de Paula Burguera, membres de l'UCD valencienne, abandonna le parti après la dérive anticatalaniste, puis fonda le Partit Nacionalista del País Valencià dans le but de regrouper l'ensemble des forces nationalistes valencianistes, de droite comme de gauche, mais sans rencontrer le succès escompté,.

### Deuxième Restauration de la monarchie et époque démocratique
Avec l'avènement de la démocratie qui fait suite à la transition, les idées du valencianisme passent au second plan de la vie politique. Le statut d'autonomie et la Llei d'ús sont en général bien appliqués, mais la politique linguistique de la Generalitat a souvent été critiquée pour son manque d'engagement. Le valencianisme est dans la pratique recluse dans la vie culturelle dans les premières années de démocratie. Dans l'opposition, le Parti populaire de la Communauté valencienne (PPCV) mène une guerre d'usure de la gauche en faisant usage de la dialectique blavériste. En 1995, grâce à une alliance avec Unio Valenciana (UV), parti alors hégémonique du blavérisme et dernier parti ouvertement blavériste à avoir rencontré un écho électoral significatif, le PPCV obtient la majorité et le président d'UV, Vicent González Lizondo, est nommé président du parlement valencien.
Le principal parti représentant du valencianisme au début de la démocratie est le regroupement Unitat del Poble Valencià. En 1998, il est refondé en Bloc nationaliste valencien (BNV), qui n'obtient que des succès municipaux et ne parvient pas à dépasser les 5 % requis pour accéder à la représentation parlementaire. En 2007 une nouvelle coalition nommée Compromís pel País Valencià, rassemblant le BNV, Esquerra Unida et divers groupes écologistes, devient la troisième force politique du Pays valencien et remporte sept députés aux Corts, dont deux sont issus du BNV. La formation est remaniée en 2011 et devient Coalition Compromís, qui remporte 6 députés avec 7,03 % des voix. Aux élections générales de 2011, Joan Baldoví du BNV est élu député pour Compromís, et devient le premier député valencianiste de l'époque démocratique.

#### La «troisième voie» du valencianisme

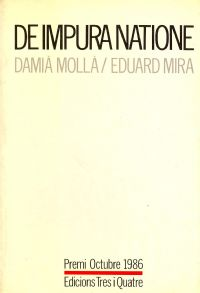
De Impura Natione (1986) est le livre qui a lancé la dénommée « troisième voie » du valencianisme.

On appelle « troisième voie » ou « valencianisme de conciliation » un courant du valencianisme issu de réflexions émises à la fin des années 1980 visant à faire converger ou à réconcilier le fustéranisme avec blavérisme  sur la base d'une révision profonde de la pensée de Joan Fuster,,,. La « troisième voie » mise ainsi sur la défense de l'idée d'une « nation valencienne » tout en reconnaissant que sa langue, malgré ses particularismes, reste commune avec les autres territoires de langue catalane. Ses bases idéologiques se trouvent dans les deux livres De Impura Natione et Document 88. L'apparition de ces nouvelles théories débouche sur une série de tertulias hebdomadaires tenues à l'hôtel Anglés de Valence entre 1987 et 1996. À la suite de ces conversations, un accord est signé par plusieurs partis valencianistes, parmi lesquels UV et le Parti valencien nationaliste, mais il ne débouche sur rien de concret. À partir des années 1990, la virulence des échanges entre les différents secteurs s'atténue fortement. Grâce à l'apparition de propositions révisionnistes plus à gauche et à la rupture entre le Bloc nationaliste valencien (BNV) et ACPV à la suite de l'apparition du Bloc de Progrés Jaume Ier, une grande partie du fustérianisme assume pendant cette période un cadre national valencien. Une deuxième tentative de confluence se produit à la fin des années 1990 avec le rapprochement entre UV, dirigée par Hèctor Villalba, et le BNV de Pere Mayor[réf. nécessaire], mais la désintégration d'UV et l'intégration d'une partie de ses militants dans le Parti populaire de la Communauté valencienne et d'un blavérisme qui dans cette période devient de plus en plus marginal et proche de l'extrême droite espagnoliste explique les grandes difficultés rencontrées par le « valencianisme de conciliation » pour mener à bien l'objectif qu'il s'était fixé, l'élaboration d'un discours valencianiste dans lequel blaveros et fustériens auraient pu se retrouver. On considère généralement que la « troisième voie » a échoué, particulièrement en raison de l'impossibilité pour UV et le BNV de parvenir à un accord au début des années 2000. En 2005, le BNV rejette l'idée de poursuivre dans cette voie, qui ne lui a permis de bénéficier que d'un soutien marginal.
En dépit d'un échec visible de la troisième voie sur le plan politique,, à partir des années 1980, un changement de paradigme décisif a lieu dans le nationalisme valencien en rapport avec les idées de Joan Fuster. Les réflexions remettant en cause les propositions fustériennes rencontrent un certain écho social, notamment les livres de Joan Francesc Mira Crítica de la nació pura et Sobre la nació dels Valencians. Mira  coordonne l'exposé idéologique du VIIe congrès d'UPV en décembre 1996 à L'Eliana, lors duquel le parti assume une partie des thèses défendues par la troisième voie et où l'expression de « valencianisme de conciliation » est incluse pour la première fois dans un document émanant d'un parti fustérien, finissant par aboutir à la refondation du parti dans le Bloc nationaliste valencien.

### Le valencianisme auXXIesiècle
En 1997, Joan Francesc Mira publie Sobre la Nació dels Valencians (« Sur la nation des Valenciens »), une révision de la thèse principale de Nosaltres, els valencians, et comme l'œuvre de Fuster, elle marque également un avant et un après dans le valencianisme. Dans le livre, qui avec Crítica de la Nació Pura (« Critique de la nation pure ») constitue un ensemble de réflexions ayant pris forme lors du VIIe Congrès d'UPV, l'auteur propose une « voie valencienne » qui repense les relations entre le Pays Valencien et l'Espagne, de sorte que les Valenciens revendiquent leur statut de nationalité dans les mêmes termes que d'autres peuples reconnus comme tels, en opposant cette réaffirmation de la valencianité à une inertie espagnole qui fait du fait valencien un « être de peu, insubstantiel, épidermique, régional, subordonné, marginalisé et folklorisant. » Il écarte ainsi l'option (pan)catalaniste, qu'il qualifie d'« irréalisable. » Un an plus tard, est refondée Esquerra Valenciana, dans le but d'ouvrir politiquement la gauche à un valencianisme de nouveau lié à la tradition historique centrale du nationalisme valencien.[réf. nécessaire]

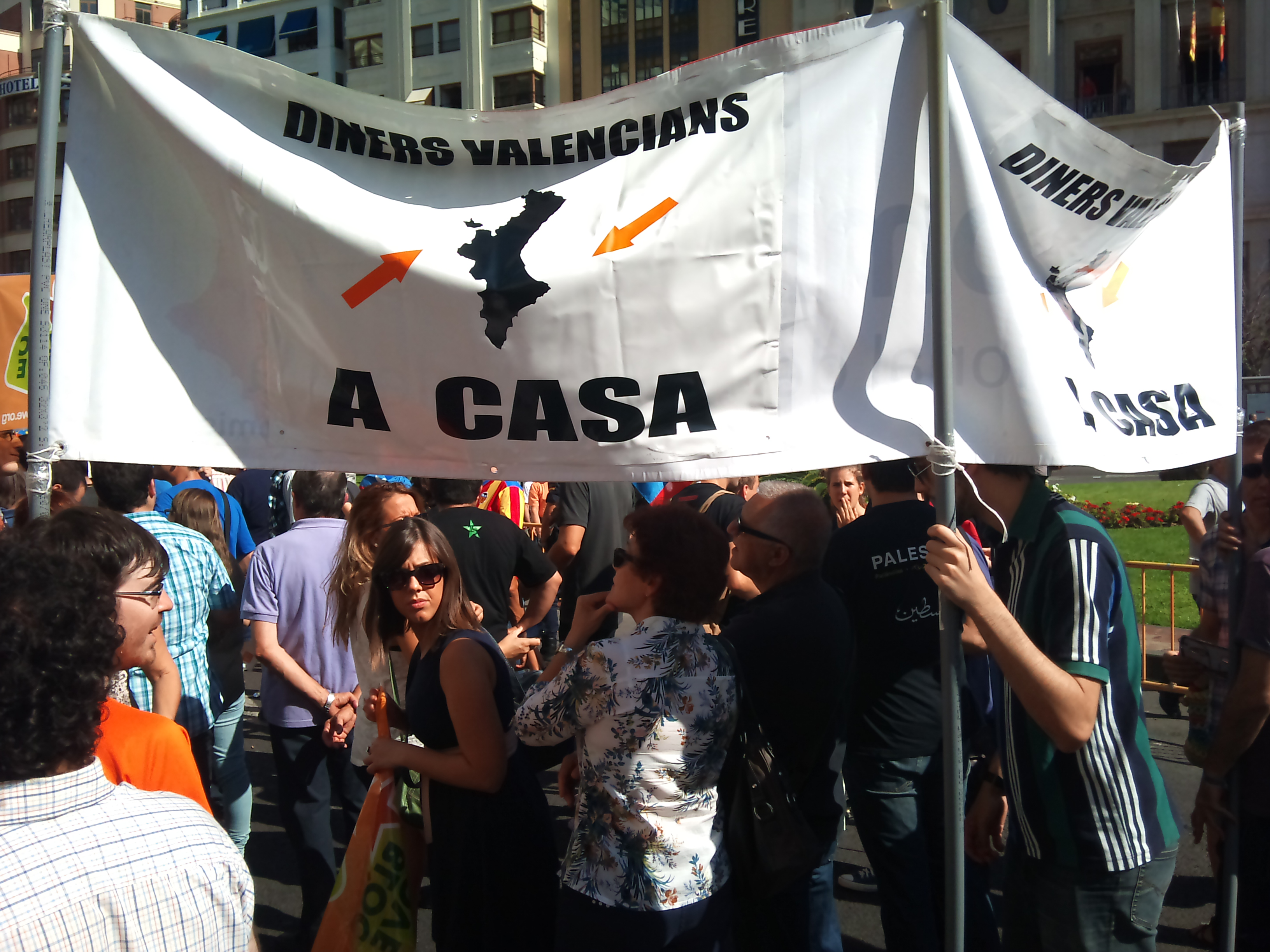
bannière de Compromís à la « procession civique » du 9 octobre. Les différents secteurs du valencianisme participent à cet événement.

Tout au long des années 2000, de nouvelles contributions au débat apparaissent, comme celle du « valencianisme de construction », un nationalisme valencien qui, se considérant comme l'héritier du valencianisme d'avant-guerre, évite la dichotomie entre blavérisme et catalanisme. À partir de cette décennie, les thèses de la « troisième voie » révisant le fustéranisme deviennent hégémoniques au sein du valencianisme.
Pour sa part, le BNV, devenu extraparlementaire après les élections autonomiques de 2003 et ayant rejeté en 2005 un rapprochement avec des secteurs d'UV, concentre son action politique pour rendre possible un rapprochement avec d'autres forces de gauche et valencianistes, débouchant sur la constitution de la coalition électorale Compromís pel País Valencian avec Esquerra Unida en 2007, puis une coalition permanente avec Iniciativa del Poble Valencià (scission valencianiste d'EUPV) et le parti écologiste Els Verds-Esquerra Ecologista appelée Coalició Compromís. Compromís, qui combine les idées de gauche et du valencianisme avec l'écologisme, devient la troisième force politique valencienne à tous les échelons depuis 2011, et permet à Joan Baldoví, du BNV, de devenir cette même année le premier représentant du nationalisme valencien au Congrès des députés depuis la Seconde République espagnole. Lors des élections municipales et autonomiques de 2015, Coalició Compromís se consolide comme force de premier rang sur l'échiquier politique régional, en entrant dans le gouvernement de la Généralité valencienne, en occupant la vice-présidence — Mónica Oltra — et diverses conselleries, ainsi que la mairie de la ville de Valence — Joan Ribó — et d'autres villes importantes de la Communauté valencienne. Aux élections au Congrès de 2015, Compromís obtient 4 des 9 députés de la coalition És el Moment, avec le parti espagnol Podemos.
À l’autre extrémité du spectre politique, le secteur nationaliste d'UV se regroupe en 2005 dans le parti Opció Nacionalista Valenciana, qui, refondé sous le nom d'Units per València (UxV) après avoir intégré un groupe nommé Centristes Valencians survit à son parti d'origine. Malgré les maigres résultats électoraux obtenus aux élections de 2011, il s'élargit en intégrant différents secteurs sociaux liés à la société valencienne avec Proposta per un Centre Democràtic Valencià  (« Proposition pour un centre démocratique valencien »), embryon du parti politique Démòcrates Valencians (« Démocrates valenciens »), décrit par le journal El Temps comme la « résurrection du valencianisme libéral. »
En dépit d'un très faible soutien électoral, le parti historique Esquerra Nacionalista Valenciana poursuit son activité politique au sein de la coalition Per la República Valenciana (« Pour la République valencienne »), dirigée par le nationaliste historique Víctor Baeta, fondateur de l'autre composante de la coalition, República Valenciana-Partit Valencianista Europeu (« République valencienne-Parti valencianiste européen »). Ils s'affirment en faveur d'une république valencienne. Bien que dans la coalition Compromís il y ait eu des minorités indépendantistes liées à l'Estat Valenciana et à l'Esquerra Valenciana, les formations se sont progressivement séparées de la coalition, se rapprochant d'Esquerra Republicana del País Valencià,
À partir de 2012, EUPV revendique ouvertement une posture indépendantiste,.
À la suite des élections au Parlement valencien de 2015, Coalició Compromís entre au Conseil de la Généralité grâce à l'accord du Botanique et évolue vers un grand parti rassembleur, dont le discours abandonne les références aux questions identitaires et aux symboles valenciens. Le « nationalisme » autrefois revendiqué est remplacé par la revendication d'une « souveraineté », ce qui n'est pas sans susciter de tensions au sein de la formation. Ces changements expliquent au moins partiellement la refondation du BNV sous le nom de Més-Compromís, accompagnée, selon les mots de ses promoteurs, d'une « simplification » du discours national,.

## Problématiques de l'identité valencienne
« L’espagnolisme et le régionalisme de l'identité valencienne [...], ne proviennent pas exclusivement de la droite franquiste durant la transition [...], mais ses racines plongent au moins dans le XIXe siècle et dans le premier tiers du XXe siècle. » Néanmoins cette identité traditionnelle n'est pas anticatalaniste. Lorsque se développe un courant valencianiste opposé au nationalisme centraliste espagnol, il le fait de façon autonome, ou dans un esprit de fraternité avec les voisins catalans, bien qu'en admettant toujours l'unité de la langue. Selon l'historien valencianiste Alfons Cucó, l'anticatalanisme valencien n'apparaît que plus tard, comme une stratégie idéologique visant à étouffer le valencianisme émergent,.
La Communauté valencienne est la communauté autonome d'Espagne ayant une langue propre différente du castillan qui présente le plus faible taux d'identification régionale. Elle est également la seule où le sentiment nationaliste (régional) a diminué (et il l’a fait de façon significative) depuis la transition démocratique.

## Historiographie
L'ouvrage synthétique de référence sur le valencianisme d'avant-guerre civile est El valencianisme polític (1874-1936), de l'historien Alfons Cucó, basé sur sa thèse de doctorat, ouvrage très descriptif et centré sur les aspects politiques, bien qu'incluant également des mentions des initiatives culturelles,,.

### Audiovisuel
- (ca) Del roig al blau. la transició valenciana, de Llorenç  Soler, de Miquel  Francés, Universitat de València, 2004, DVC-PRO [présentation en ligne]
- (ca) Valencians i catalans. Cosins o germans?, reportage de TV3, 09/11/1997, 34:28